# Mesnil-Follemprise

Mesnil-Follemprise este o comună în departamentul Seine-Maritime, Franța. În 1 ianuarie 2022 avea o populație de 118 de locuitori.